# Îles du Duc de Gloucester
Die Îles du Duc de Gloucester (Herzog-von-Gloucester-Inseln) sind drei Atolle im südlichen Tuamotu-Archipel in Französisch-Polynesien, 480 km südöstlich von Tahiti. Die nächstgelegene Insel ist Héréhérétué. Die Herzog-von-Gloucester-Inseln gehören administrativ zur Gemeinde Hao, und darin zur Teilgemeinde (commune associée) Héréhérétué.
Die ersten Europäer erreichten die Inseln 1767 mit der Expedition des Engländers Philipp Carteret im Laufe dessen zweiter Weltumseglung und benannten sie nach Herzog Wilhelm Heinrich von Gloucester.
Keines der drei Atolle Anuanuraro, Anuanurunga sowie Nukutepipi wird dauerhaft bewohnt. Das menschliche Wirtschaften beschränkt sich auf den Gewinn von Tahitiperlen, dazu wurden auf Anuanuraro und Nukutepipi Flugzeuglandeplätze eingerichtet.